# Транос (община)
Община Транос (на шведски: Tranås kommun) е разположена в лен Йоншьопинг, южна Швеция с обща площ 440 km2 и население 18 197 души (към 31 декември 2013). Административен център на община Транос е едноименния град Транос.